# Dale A. Vesser

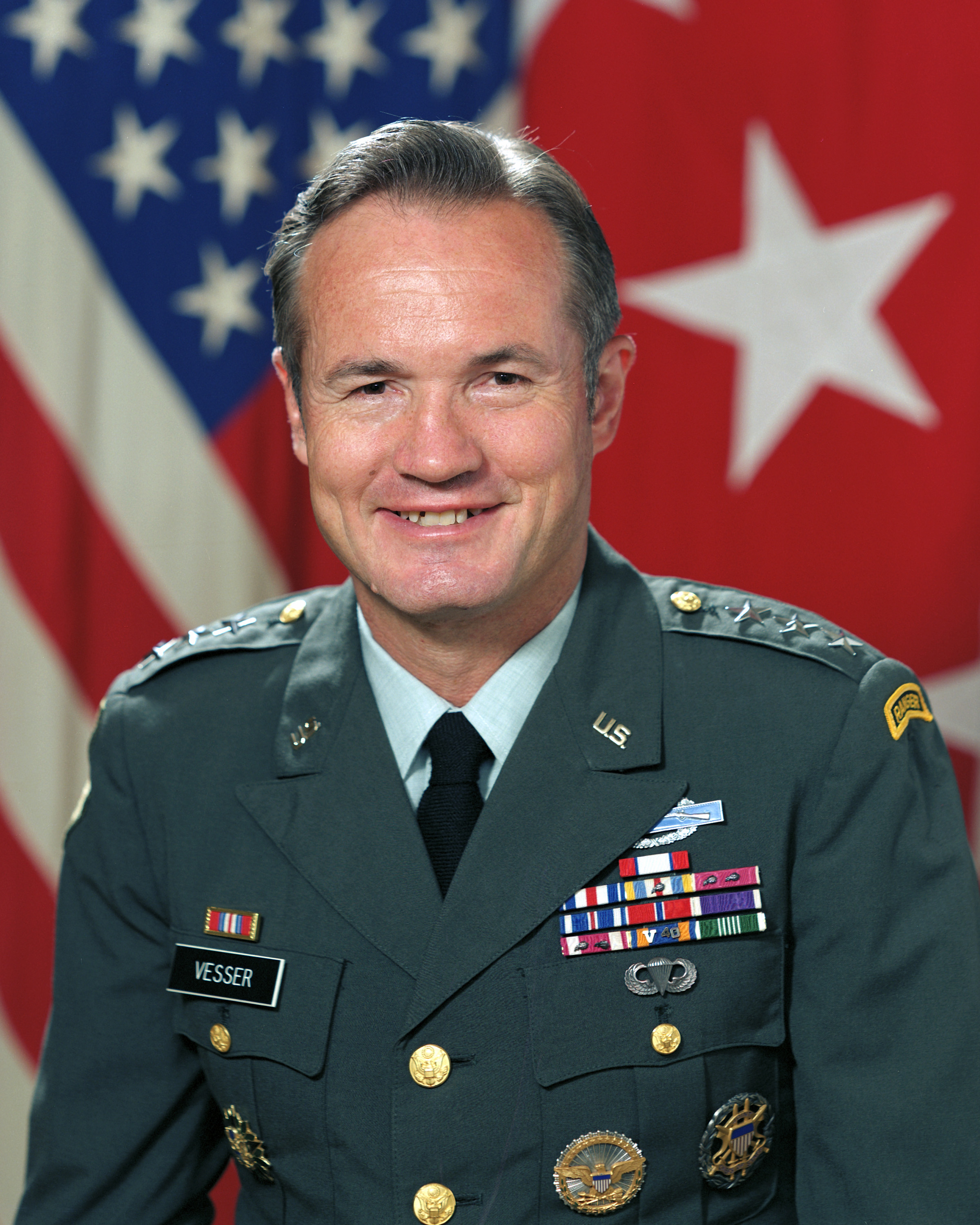
Dale A.Vesser (1985)

Dale Allen Vesser (* 10. September 1932 in Los Angeles, Kalifornien) ist ein pensionierter Generalleutnant der United States Army. Er war unter anderem Kommandeur der 5. Infanteriedivision.
Dale Vesser wurde in Los Angeles geboren wuchs aber in Idaho auf. In den Jahren 1950 bis 1954 durchlief er die United States Military Academy in West Point. Nach seiner Graduation wurde er als Leutnant der Infanterie zugeteilt. In der Armee durchlief er anschließend alle Offiziersränge vom Leutnant bis zum Drei-Sterne-General.
Im Lauf seiner militärischen Karriere absolvierte Vesser verschiedene Kurse und Schulungen. Dazu gehörten unter anderem der Basic Officer Course, der Advanced Officer Course, das Command and General Staff College und das National War College.
In seinen jüngeren Jahren absolvierte er den für Offiziere in den niederen Rangstufen üblichen Dienst in verschiedenen Einheiten und Standorten. Im Verlauf seiner militärischen Karriere kommandierte er Einheiten auf fast allen Ebenen bis hin zum Divisionskommandeur. Zwischenzeitlich war er auch Dozent an der Militärakademie in West Point und an der Armor School.
In den Jahren 1966 und 1967 und nochmals 1970 und 1971 war er im Vietnamkrieg eingesetzt. Bei seinem ersten Einsatz war er Stabsoffizier im amerikanischen Hauptquartier (Headquarters, Military Assistant Command) und später Leiter der Abteilung  S3 und Stabsoffizier im 4. Kavallerieregiment. Bei seinem zweiten Einsatz in Vietnam kommandierte er unter anderem ein Bataillon des 7. Kavallerieregiments, das der 1. Kavalleriedivision unterstand. In Vietnam wurde er auch bei Kampfhandlungen verwundet, was später zur Verleihung des Ordens Purple Heart führte.
In den 1970er Jahren setzte Dale Vesser seine Offizierslaufbahn in verschiedenen Stellungen und Funktionen fort. In den Jahren 1972 bis 1974 und nochmals von 1978 bis 1980 gehörte er der Stabsabteilung für Operationen (G3) beim Heeresministerium an. Im Jahr 1980 gehörte er dem Stab des Verteidigungsministeriums der Vereinigten Staaten an, wo er für die Rapid Deployment Joint Task Force zuständig war. Es folgte eine Versetzung nach Fort Hood, dem heutigen Fort Cavazos, wo er stellvertretender Kommandeur des dort ansässigen III. Korps und des gesamten Militärstützpunkts Fort Hood war.
Zwischen dem 13. Juli 1983 und dem 17. Juni 1985 hatte Dale Vesser den Oberbefehl über die 5. Infanteriedivision in Fort Polk in Louisiana. Daran schloss sich seine Versetzung zum Stab der Joint Chiefs of Staff an, wo er bis 1985 die Stabsabteilung J5 (Planungen) leitete. Dabei gehörte die Entwicklung der zukünftigen amerikanischen Militärstrategie zu seinem Aufgaben. In dieser Eigenschaft gehörte er auch dem Nationalen Sicherheitsrat an. Anschließend schied er aus dem aktiven Militärdienst aus.
Während des Zweiten Golfkriegs war Vesser ziviler Mitarbeiter im Verteidigungsministerium, wo er an den Planungen zur logistischen Unterstützung der kämpfenden Truppen beteiligt war. Er flog nach Kuwait und überwachte später die Veröffentlichung einer historischen Abhandlung über diesen Krieg. Im Jahr 1997 wurde Vesser zum stellvertretenden Leiter des Gulf War Illnesses Office ernannt. Im Präsidentschaftswahl in den Vereinigten Staaten 2016 gehörte Vesser zu einem Kreis von 95 Generälen und Admirälen die öffentlich die Kandidatur von Hillary Clinton unterstützten.

## Orden und Auszeichnungen
Dale Vesser erhielt im Lauf seiner militärischen Laufbahn unter anderem folgende Auszeichnungen:
- Defense Distinguished Service Medal
- Army Distinguished Service Medal
- Defense Superior Service Medal
- Silver Star
- Legion of Merit
- Bronze Star Medal
- Distinguished Flying Cross
- Meritorious Service Medal
- Air Medal
- Purple Heart